# Province du Schleswig-Holstein
Pour les articles homonymes, voir Schleswig et Holstein (homonymie).
1867–1946
Entités précédentes :
- Duché de Schleswig
- Duché de Holstein
- Duché de Saxe-Lauenbourg (1876)

Entités suivantes :
- Schleswig-Holstein

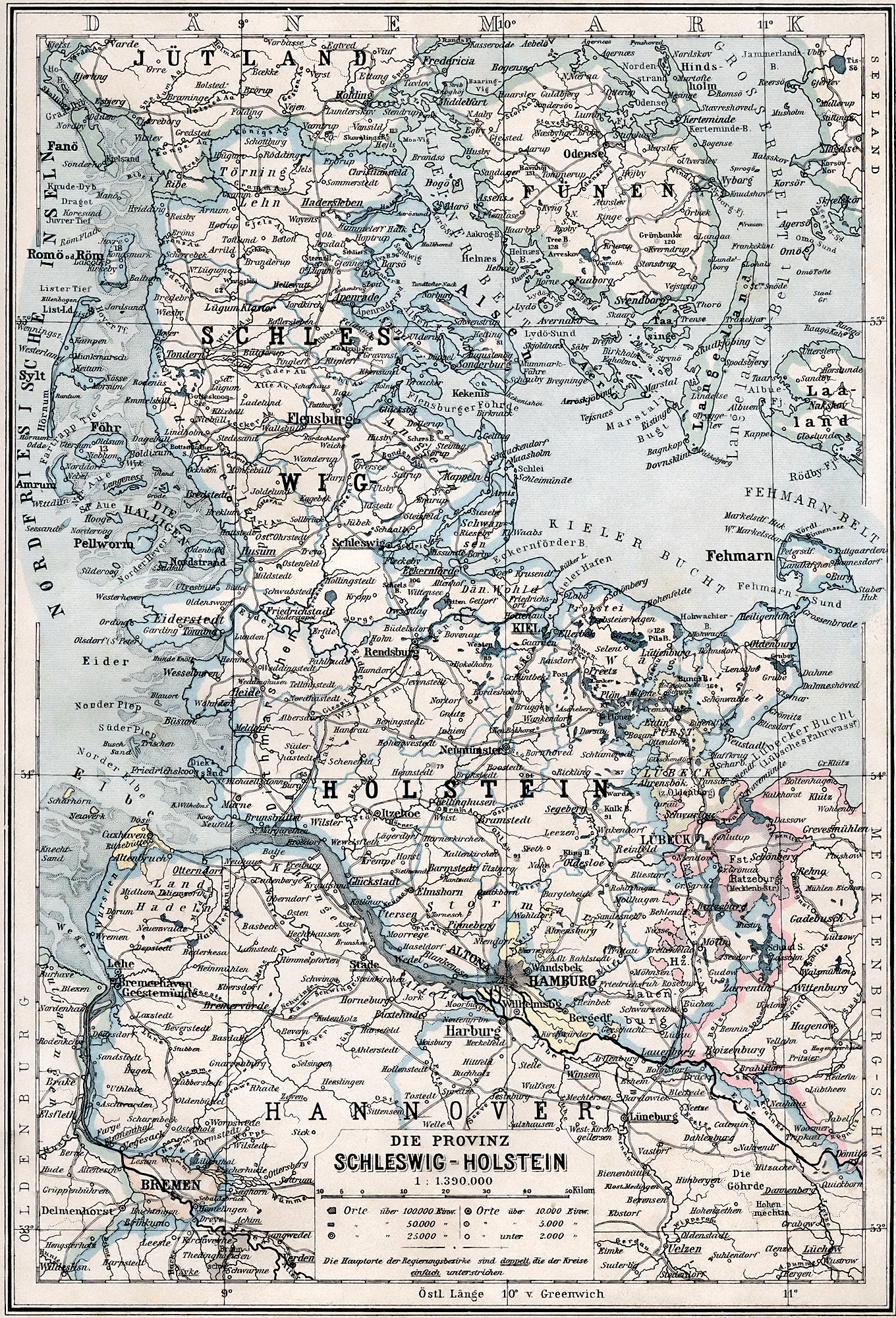
La province du Schleswig-Holstein en 1905.

La province du Schleswig-Holstein (en allemand : Provinz Schleswig-Holstein) est une province du royaume de Prusse, puis de l'État libre de Prusse, créée en 1867 à la suite de l'annexion par la Prusse des duchés de Schleswig et du Holstein.

## Histoire
En 1864, la convention de Gastein met fin à la guerre des Duchés. Le Danemark est alors contraint de céder ces deux territoires à l'Autriche et à la Prusse.
Les Prussiens administrent le Schleswig, les Autrichiens gérant alors le Holstein. 
En 1866, Bismarck, le Premier ministre prussien, dénonce une mauvaise gestion autrichienne dans le duché de Holstein. La guerre austro-prussienne éclate et la victoire de Sadowa écarte définitivement les Autrichiens de la Confédération germanique. Le Schleswig et le Holstein sont alors annexés à la Prusse en 1867 et la province est alors créée.
Le duché de Saxe-Lauenbourg qui, à partir de 1865 avait une union personnelle avec le roi de Prusse, intégrait à son tour la province en 1876.

## Territoire
Initialement, la province du Schleswig-Holstein comprenait les territoires suivants :
- le duché de Schleswig (en allemand : Herzogtum Schleswig ; en danois : Hertugdømmet Slesvig) ;
- le duché de Holstein (en allemand : Herzogtum Holstein ; en danois : Hertugdømmet Holsten).

### Incorporation du duché de Lauenbourg
Par le 1° de l'article 4 du traité prusso-hanovrien signé à Vienne, le 29 mai 1815, le roi de Hanovre, George III, céda au roi de Prusse, Frédéric-Guillaume III, « la partie du duché de Lauenbourg située sur la rive droite de l'Elbe avec les villages lunebourgeois situés sur la même rive » ; la partie du duché de Lauenbourg située sur la rive gauche de l'Elbe demeura, quant à elle, au royaume de Hanovre.
Mais, par l'article 3 du traité prusso-danois signé à Vienne, le 4 juin 1815, le roi de Prusse, Frédéric-Guillaume III, céda le duché de Laembourg au roi du Danemark, Christian VIII, à l'exception du « bailliage de Neuhauss (en allemand : Amt Neuhauss), situé entre le Mecklembourg et l'Elbe », ainsi que des « villages lunebourgois, qui sont contigus à ce bailliage, ou qui s'y trouvent enclavés ».
Par l'article 3 du traité de paix signé à Vienne, le 20 octobre 1864, le roi de Danemark, Christian IX, renonça, en faveur du roi de Prusse, Guillaume Ier, et de l'empereur d'Autriche, François-Joseph Ier, « à tous ses droits sur les duchés de Sleswig, Holstein et Lauenbourg ».
Par l'article 9 de la convention austro-prussienne signée à Gastein, le 14 août 1865, l'empereur d'Autriche abandonna au roi de Prusse « les droits acquis sur le duché de Lauenbourg » moyennant le versement au gouvernement impérial autrichien d'une somme de « deux millions cinq cent mille rixdalers de Danemark, payables à Berlin, en espèces sonnantes d'argent de Prusse, quatre semaines après la ratification de la présente convention ».
Par la patente du 13 septembre 1865, le roi de Prusse, Guillaume Ier, déclara prendre possession du duché de Lauenbourg, « avec tous les droits de la souveraineté », et décida d'ajouter à ses titres, « celui de duc de Lauenbourg » (en allemand : Herzog von Lauenburg).
La loi prussienne du 23 juin 1876, relative à la réunion du duché de Lauenbourg à la monarchie prussienne (en allemand : Gesetz betreffend die Vereinigung des Herzogtums Lauenburg mit der Preussischen Monarchie, vom 23. Juni 1876) incorpora le duché à la province du Schleswig-Holstein comme cercle du duché de Lauenbourg (en allemand : Kreis Herzogthum Lauenburg), à compter du 1er juillet 1876.

### Incorporation du Heligoland
Par le traité signé à Berlin, le 1er juillet 1890, le Royaume-Uni de Grande-Bretagne et d'Irlande céda à l'Empire allemand l'archipel de Heligoland (en allemand : Helgoland).

### Perte du Nord-Schleswig
À la fin de la Première Guerre mondiale, le plus grand port militaire de l'Empire allemand, celui de Kiel, connut dès le 30 octobre 1918 une mutinerie qui est devenue l'évènement déclencheur de la révolution allemande. Cette révolte mit fin quelques jours plus tard à la monarchie des Hohenzollern, à l'Empire allemand et au royaume prussien.
À la suite de la défaite de 1918, les Alliés organisèrent les 10 février et 14 mars 1920, un plébiscite dans le Nord-Schleswig au cours duquel 75 % de population danophone réclama son rattachement au Danemark : la frontière germano-danoise fut alors modifiée.

### Incorporation de la ville hanséatique de Lübeck et de la principauté de Lübeck
En 1937, le Troisième Reich promulgue un décret dit « loi du Grand-Hambourg » (en allemand : Groß-Hamburg-Gesetz) qui intègre l'ex-ville hanséatique de Lübeck et l'ancienne principauté de Lübeck à la province.
Lors de l'occupation de l'Allemagne après la Seconde Guerre mondiale en 1945, la province du Schleswig-Holstein fut placée sous administration britannique (à l'exception d'une zone à l'est de Ratzeburg qui fut attribuée à la zone d'occupation soviétique, et intégrée plus tard au land est-allemand de Mecklembourg). 
Lors de réorganisation administrative de l'Allemagne, l'actuel land de Schleswig-Holstein fut créé en 1949.

## Divisions administratives

### District de Schleswig
Ville-arrondissement : 
- Flensbourg (à partir de 1889)

Arrondissements : 
- Arrondissement d'Apenrade (de) (jusqu'en 1920)
- Arrondissement d'Eckernförde (de)
- Arrondissement d'Eiderstedt (de) (fusion avec l'arrondissement d'Husum (de) entre 1932 et 1933)
- Arrondissement de Flensbourg (de)
- Arrondissement d'Hadersleben (de) (jusqu'en 1920)
- Arrondissement d'Husum (de) (fusion avec l'arrondissement d'Eiderstedt (de) entre 1932 et 1933)
- Arrondissement d'Husum-Eiderstedt (de) (entre 1932 et 1933)
- Arrondissement de Schleswig (de)
- Arrondissement de Sonderburg (de) (jusqu'en 1920)
- Arrondissement de Tondern (de) (jusqu'en 1920)
- Arrondissement de Tondern-Sud (de) (à partir de 1920)

### District de Holstein
Villes-arrondissements : 
- Altona (jusqu'en 1937)
- Kiel (à partir de 1883, séparé de l'arrondissement de Kiel (de))
- Lübeck (à partir de 1937)
- Neumünster (à partir de 1901, séparé de l'arrondissement de Kiel (de))
- Wandsbek (à partir de 1901, jusqu'en 1937, séparé de l'arrondissement de Stormarn)

Arrondissements : 
- Arrondissement de Bordesholm (de) (1907-1932, avant dans l'arrondissement de Kiel (de), après dans les arrondissements de Rendsburg (de), Segeberg et Plön)
- Arrondissement de Dithmarse (1932-1933, avant et après dans les arrondissements de Dithmarse-du-Nord (de) et Dithmarse-du-Sud (de), siège: Heide)
- Arrondissement de Dithmarse-du-Nord (de) (fusionné avec l'arrondissement de Dithmarse-du-Sud (de) entre 1932 et 1933, siège: Heide)
- Arrondissement de Dithmarse-du-Sud (de) (fusionné avec l'arrondissement de Dithmarse-du-Nord (de) entre 1932 et 1933, siège: Meldorf)
- Arrondissement du duché de Lauenbourg (à partir de 1876, siège: Ratzeburg)
- Arrondissement d'Eutin (de) (à partir de 1937, auparavant dans l'état libre d'Oldenbourg)
- Arrondissement d'Helgoland (de) (1922-1932, avant dans l'arrondissement de Dithmarse-du-Sud (de), après dans l'arrondissement de Pinneberg)
- Arrondissement de Kiel (de) (jusqu'en 1907, après dans l'Arrondissement de Bordesholm (de))
- Arrondissement d'Oldenbourg-en-Holstein (de) (siège: Cismar)
- Arrondissement de Pinneberg
- Arrondissement de Plön
- Arrondissement de Rendsburg (de)
- Arrondissement de Segeberg
- Arrondissement de Steinburg (siège: Itzehoe)
- Arrondissement de Stormarn (siège: Reinbek (1867-1873), Wandsbek (1873-1943), Bad Oldesloe (depuis 1944))

## Politique

### Hauts présidents
Liste des hauts présidents (en allemand : Oberpräsidenten) de la province prussienne du Schleswig-Holstein :
- Sous le royaume de Prusse :
  - 1867–1879 : Carl von Scheel-Plessen (de)
  - 1879–1880 : Karl Heinrich von Boetticher
  - 1880–1896 : Georg von Steinmann
  - 1897–1901 : Ernst von Köller
  - 1901–1906 : Kurt von Wilmowsky (de)
  - 1906–1907 : Kurt von Dewitz
  - 1907–1914 : Detlev von Bülow
  - 1914–1918 : Friedrich von Moltke
- Sous l'État libre de Prusse :
  - 1919–1932 : Heinrich Kürbis (de) (SPD)
  - 1932–1933 : Heinrich Thon (de)
  - 1933–1945 : Hinrich Lohse
  - 1945 : Otto Hoevermann (de)
  - 1945–1946 : Theodor Steltzer (de)

### Présidents du district de Schleswig
- 1867-1868 : Constantin von Zedlitz-Neukirch (de)
- 1868-1870 : Julius Elwanger (de)
- 1870-1872 : August von Ende
- 1872-1876 : Carl Hermann Bitter (de)
- 1876-1879 : Karl Heinrich von Boetticher
- 1879-1880 : Christian Julius von Massenbach
- 1880-1883 : Philipp Koch (de)
- 1883-1886 : Georg Lodemann (de)
- 1886-1889 : Rudolf Grisebach
- 1889-1901 : Gustav Zimmermann
- 1901-1909 : Oskar von Dolega-Kozierowski (de)
- 1909-1915 : Hans Ukert (de)
- 1915-1919 : Gustav Schneider (de)
- 1919-1920 : Heinrich Pauli
- 1920-1928 : Adolf Johanssen (de)
- 1928-1932 : Waldemar Abegg (de)
- 1932-1938 : Anton Wallroth (de)
- 1938-1943 : Wilhelm Hamkens (de)
- 1943-1945 : Waldemar Vöge